# Coayuca, Hidalgo
Coayuca är en ort i Mexiko.   Den ligger i kommunen Atotonilco de Tula och delstaten Hidalgo, i den sydöstra delen av landet, 60 km norr om huvudstaden Mexico City. Coayuca ligger 2 336 meter över havet och antalet invånare är 398.
Terrängen runt Coayuca är platt åt nordväst, men åt sydost är den kuperad. Coayuca ligger uppe på en höjd. Runt Coayuca är det ganska tätbefolkat, med 207 invånare per kvadratkilometer. Närmaste större samhälle är Apaxco de Ocampo, 5,2 km öster om Coayuca. Trakten runt Coayuca består i huvudsak av gräsmarker.